# 야마구치 타츠야
야마구치 다쓰야(山口達也, 1972년 1월 10일 ~ )는 일본의 전 가수이다.

## 개략
1994년에 아이돌 그룹이자 록 밴드인 TOKIO의 일원으로서 데뷔했다. 음악 활동뿐 아니라 드라마나 버라이어티로도 활약했다.
사이타마 현립 소카니시고등학교 출신이다. 학창 시절 육상부원였으며, 발이 빠른 스포츠맨이다. 대식가이며 힘이 세다. 손재주가 있어 목수로부터 칭찬을 받은 적이 있다.
때
- 애칭 : 탓짱(たっちゃん), 굿상(ぐっさん), 타츠야(たつや)
- 생일 : 1972년 (쇼와 47년) 1월 10일
- 출신지 : 사이타마현 소카시
- 학력 : 사이타마 현립 소카니시 고등학교 졸업
- 취미 : 서핑, 바이크

## 주요 출연 작품

### 드라마
- 同窓会 (동창회, 1993년)
- 部屋へおいでよ (방에 와, 1995년)
- 夏! デパート物語 (여름! 백화점 이야기, 1995년)
- 傷だらけの女 (상처투성이 여자, 1999년)
- かるたクイーン (가루타 퀸[1], 2003년)
- 光とともに… (히카리와 함께[2], 2004년)
- 上を向いて歩こう -坂本九物語- (위를 향해 걷자 -사카모토 규 이야기-[3], 2005년)
- 林家三平ものがたり (하야시야 산페이 이야기, 2006년)
- 受験の神様 (수험의 신, 2007년)

### 영화
- That's カンニング! 史上最大の作戦? (That's 커닝! 사상 최대의 작전?, 1996년)

## 서적
- こっち向いてじゅのん (여기 향하여, 주논)
- 山口達也 SURFIN' FREE STYLE (야마구치 다쓰야 서핑 프리 스타일)

## 같이 보기
- TOKIO
  - 죠시마 시게루
  - 고쿠분 다이치
  - 마츠오카 마사히로
  - 나가세 토모야
- 자니즈 사무소
- 수험의 신
  - 나루미 리코
  - 나가시마 미츠키
  - 모리모토 류타로
  - 오소노에 에리
  - 모리모토 신타로